# Mauricio Caranta
Mauricio Ariel Caranta (Bell Ville, 31 de julho de 1978) é um ex futebolista profissional argentino que atuava como goleiro.

## Carreira

### Instituto
Caranta começou a sua carreira no Instituto de Córdoba em 1999. Ele ajudou o Instituto a vencer a Segunda Divisão Argentina de 2003.
Após, se transferiu para o México, onde atuou pelo Santos Laguna e, em 2007, retornou a Argentina, onde começou a atuar pelo Boca Juniors.

### Boca Juniors
Caranta integrou o Boca Juniors na campanha vitoriosa da Libertadores da América de 2007, como o goleiro titular.
Defendeu o Rosário Central

## Títulos
Boca Juniors
- Taça Libertadores da América: 2007